# Ildibad
Ildibad (també anomenat Ildibald o Ildebad) (mort el 541) fou rei dels Ostrogots a Itàlia, escollit per prendre el relleu de Vitigès, capturat i dut a Constantinoble pel general romà d'Orient Belisari durant la guerra gòtica.
Després de la marxa de Belisari, l'imperi no no va designar cap nou comandant en cap per fer-se càrrec d'Itàlia i aviat les tropes romanes deixaren de costat la disciplina i començaren a saquejar les terres properes als seus forts. A més, la nova burocràcia imperial aviat fou molt impopular degut a les seves opressives demandes fiscals. Aprofitant aquests fets, Ildibad va restablir el control dels Gots sobre Venècia i Ligúria, derrotant el general romà Vitalius a Treviso. El maig del 541, però, les esposes d'Ildibad i el capitost ostrogot Uraias van entrar en una disputa i el rei va ordenar la mort d'Uraias, essent ell mateix assassinat poc després en un acte de venjança. Ildibad va regnar només un any.
Després d'un breu regnat sota Eraric, el va succeir el seu nebot Tòtila.